# Jasurbek Jaloliddinov
Jasurbek Jaloliddinov (en ouzbek : Жасурбек Жалолиддинов), né le 15 mai 2002 à Navoï, est un footballeur international ouzbek qui évolue au poste de milieu de terrain au Sogdiana Jizzakh.

## Biographie

### En club
Né à Navoï, il commence à jouer pour des clubs locaux, avant d'être repéré par le FK Bunyodkor, un des clubs les plus prestigieux d'Ouzbékistan, ayant compté dans ses rangs des stars comme Rivaldo ou Zico. 
Ayant débuté en Liga Ouzbek 2018 à tout juste seize ans, il devient un titulaire en puissance dans l'équipe première dès la saison suivante,. En 2019, il est nommé dans la liste des 60 meilleurs jeunes joueurs du football mondial par The Guardian.
Dès début 2020, Jasurbek Jaloliddinov est annoncé en partance pour le club de Bénévent, alors leader de Serie B et donc membre très probable de la Serie A à venir. Il marcherait ainsi sur les traces de Ilyas Zeytulaev, seul et unique ouzbek à avoir jusqu'alors joué dans le championnat italien. Il s'en va finalement pour la Russie où il rejoint les rangs du Lokomotiv Moscou à la fin du mois de juillet avant d'être prêté au FK Tambov à la mi-octobre pour le reste de la saison 2020-2021.
Après un seul match joué sous ces couleurs le 21 octobre 2020 en Coupe de Russie face au Dinamo Briansk, le prêt de Jaloliddinov est interrompu durant le mois de janvier 2021 tandis que son contrat avec le Lokomotiv est résilié dans la foulée par consentement mutuel. Il retourne par la suite au pays en signant au PFK Andijan,.
Le 25 octobre 2024, Sumgayit a annoncé la signature de Jaloliddinov pour un contrat jusqu'à la fin de la saison. Jaloliddinov a fait ses débuts en tant que remplaçant lors d'une victoire à domicile 1-0 contre Sabah FC dans la Première Ligue d'Azerbaïdjan le 3 novembre 2024.

### En sélection
International avec les moins de 19 ans dès 2018, il porte notamment le brassard de son équipe et s'illustre par quelques gestes spectaculaires[réf. souhaitée].
Il fait ses débuts en équipe nationale ouzbek contre la Biélorussie la 23 février 2020, s'illustrant par son activité offensive, malgré la défaite 1-0 de son pays.